# Amore e Psiche, bambini
Amore e Psiche, bambini (titolo originale: L'Amour et Psyché, enfants, Salon del 1890, No. 330), è un dipinto a olio del 1890, 119.5x71 cm, del pittore William-Adolphe Bouguereau che si trova in una collezione privata e costituisce una delle opere più famose dell'autore. L'opera è erroneamente conosciuta come Il primo bacio.
Il soggetto è tratto dalla storia di Amore e Psiche narrata da Apuleio nelle Metamorfosi.
Il dipinto presenta Cupido, ritratto come un amorino, mentre bacia la piccola Psiche sulla guancia. I due eroti hanno le ali: Cupido-Amore le ha piumate, mentre Psiche ha ali da farfalla. Entrambi sono adagiati su una nuvola, seduti sopra un telo blu scuro.

## Nome dell'opera errato
L'opera è anche erroneamente nota come Il primo bacio (1873). Tale errore è dovuto al fatto che la galleria virtuale Web Museum riporta, in modo errato, il dipinto sotto il titolo The First Kiss con la data del 1873 invece del 1890. Infatti se si guarda l'immagine del dipinto è possibile osservare in basso a destra la data del 1890 accanto alla firma dell'autore.

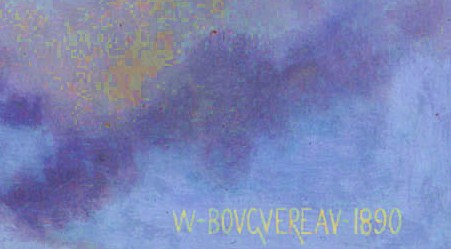
Particolare della firma di Bouguereau con la data del 1890

## Altri dipinti di Bouguereau su Amore e Psiche
Bouguereau fu ispirato più volte dalla storia di Amore e Psiche:
1. Psiche e Amore (titolo originale: Psyché et l'Amour, Salon del 1889, No. 260; Esposizione universale del 1900, No. 242)
2. Psiche (titolo originale: Psyché, 1892)
3. Il rapimento di Psiche (titolo originale: Le ravissement de Psyché, Salon del 1895, No. 258)

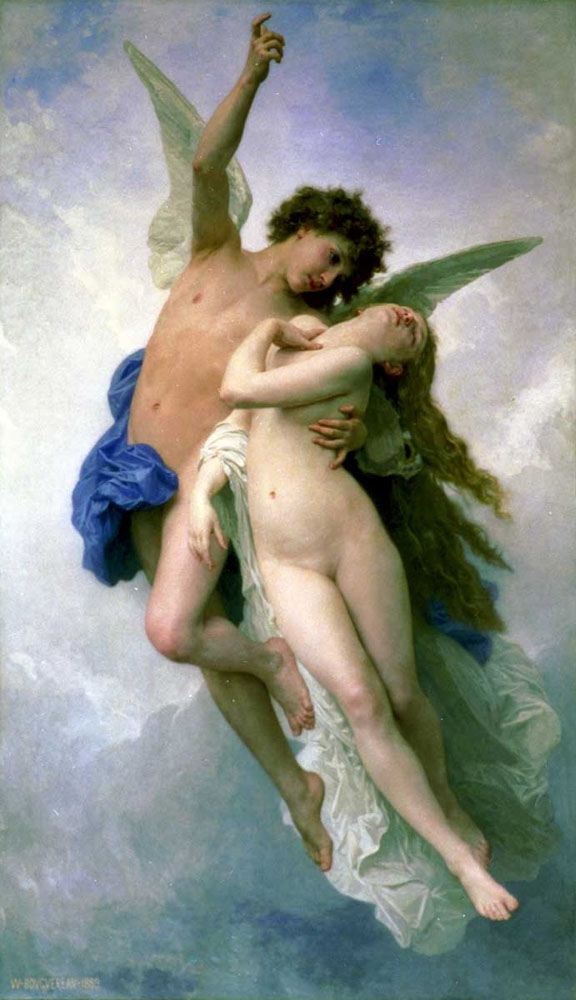
Psiche e Amore (1889)
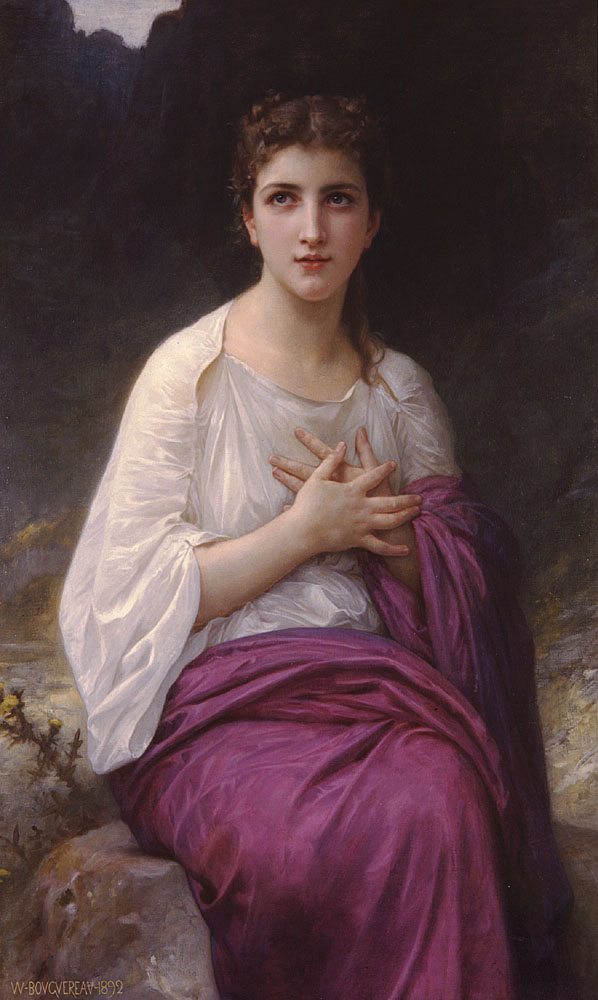
Psiche (1892)
Il rapimento di Psiche (1895)